# Science Saru
Science Saru Inc. (japonês: サイエンスSARU, Hepburn: Kabushiki-gaisha Saiensu Saru) é um estúdio de animação japonesa fundado em 3 de fevereiro de 2013 pelo diretor Masaaki Yuasa junto de Eunyoung Choi.

## Fundação
O estúdio foi fundado no início de 2013 por Masaaki Yuasa e Eunyoung Choi após Yuasa receber uma oferta da Cartoon Network de trabalhar no episódio "Cadeia Alimentar" de Hora de Aventura, no qual Yuasa trabalhou como diretor, roteirista, e artista de storyboard e Choi como co-diretor. A animação foi produzida no recém fundado estúdio.

## Projetos

### Séries televisivas
- Hora de Aventura: Cadeia Alimentar (2014)
- Super Shiro (TBA)[4]
- Eizouken ni wa Te o Dasu na! (2020)[5]

### ONA
- Devilman Crybaby (2018)
- Japan Sinks: 2020 (2020) [6]

### Filmes
- Yoru wa Mijikashi Arukeyo Otome (2017)
- Lu over the Wall (2017)
- Kimi to, Nami ni Noretara (2019)
- Inu-Oh (2021)[7]

### Web videos
- OK K.O.! Let's Be Heroes: Meet K.O. (2015)